# Res nullius
Res nullius è un'espressione in lingua latina, che significa letteralmente "cosa di nessuno". Con essa si indicano i beni, ossia le cose che possono astrattamente essere oggetto di diritti, che attualmente non si trovino in proprietà di alcuno. L'espressione è in uso nel diritto civile, nell'ambito della teoria dei beni e della proprietà. La categoria delle cose di nessuno, mutuata dal diritto romano, è a tutti gli effetti ancora valida nell'ordinamento italiano.

## Oggetto
Essa riguarda esclusivamente i beni mobili, giacché i beni immobili, se non appartengono ai privati, ricadono per volontà di legge nel patrimonio dello Stato. Per tale motivo l'art. 923 del codice civile descrive, alla voce "cose suscettibili di occupazione", le cose mobili che non sono di proprietà di alcuno, ricordando tra esse le cosiddette res derelictae ("cose abbandonate") e gli animali che formano oggetto di pesca.
Un esempio di res nullius è, pertanto, la fauna ittica, in quanto essa non appartiene a nessuno, se non dopo essere stata oggetto di occupazione. La fauna selvatica è, invece, patrimonio indisponibile dello Stato ai sensi dell'articolo 1 comma 1 della legge 11 febbraio 1992 numero 157, che mantiene la scelta già effettuata con la legge 27 dicembre 1997 numero 968. 
Pur se entrambi suscettibili di occupazione, si deve precisare che le res nullius non sono giuridicamente equiparabili alle res derelictae: mentre le prime, per essere tali, non devono mai essere appartenute ad alcuno, le res derelictae possono anche essere state di un precedente proprietario, ma ne deve risultare evidente lo stato oggettivo di abbandono (corpus derelictionis) e la riconoscibilità sociale di tale stato (animus derelinquendi): mentre una sedia abbandonata presso un cassonetto dell'immondizia evidenzia le due menzionate caratteristiche, un portafoglio ai piedi di un avventore di un locale pubblico, che non si è accorto della sua caduta, pur essendo in uno stato oggettivo di abbandono, non è socialmente riconoscibile come oggetto di cui il legittimo titolare voglia disfarsi, e chiunque se ne appropriasse commetterebbe l'illecito (recentemente depenalizzato) di appropriazione di oggetti smarriti.